# 포로네우스

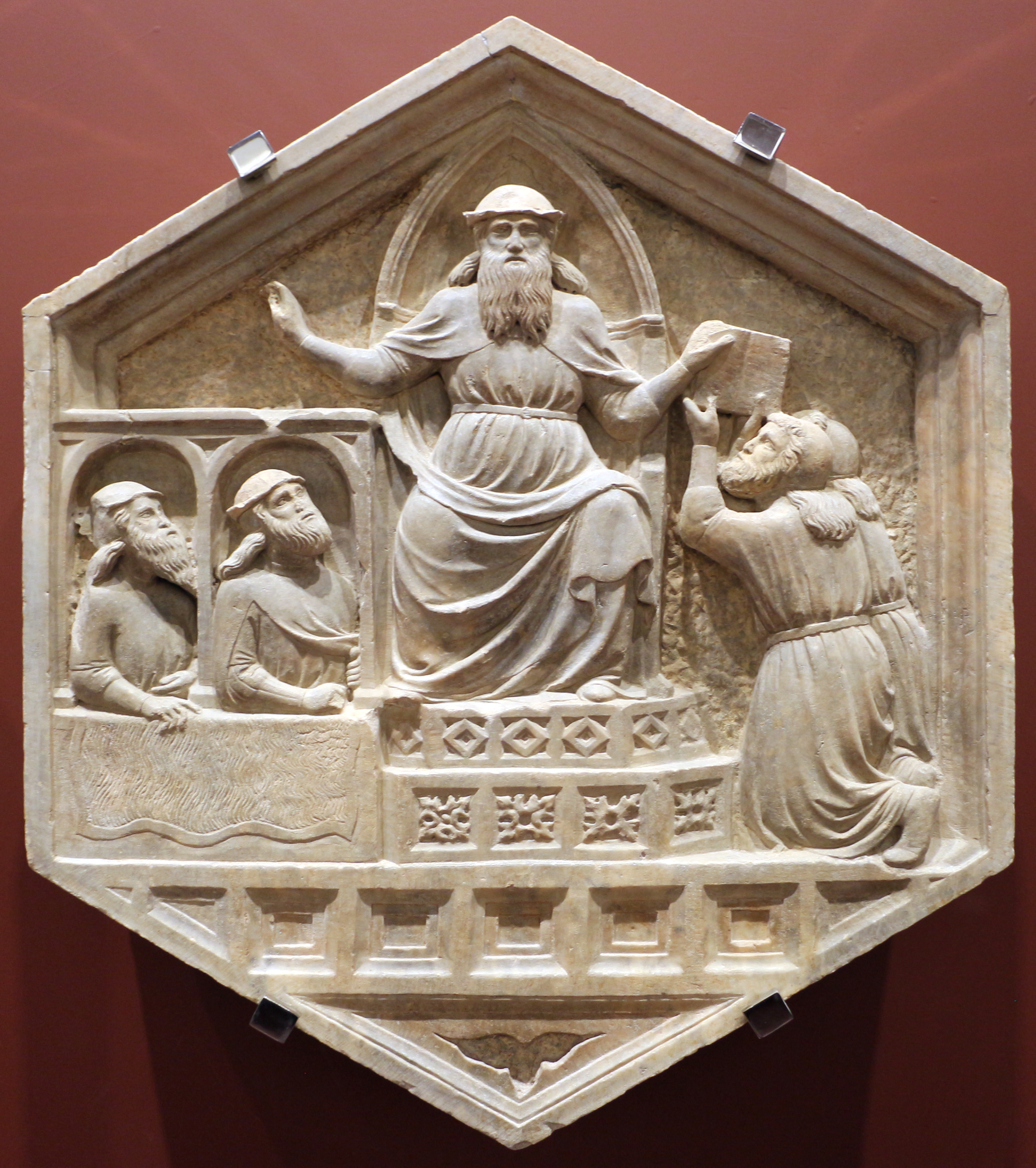

포로네우스(Phoroneus)는 그리스 신화에 나오는 아르고스의 건설자이다. 강의 신 이나코스와 오케아니데스의 하나인 멜리아 사이에서 태어난 아들로서 최초의 인간이라고도 한다. 케르도와 결혼하여 뒤에 메가라의 초대 왕이 된 아들 카르를 낳았다. 또 님프인 텔레디케와의 사이에서 아피스와 니오베를 낳았다. 니오베는 인간으로 태어난 최초의 여자로서 암피온의 아내와 이름이 같다. 아르고스의 건설자로서 아르고스 근교에 여신 헤라의 신전을 세웠다고 한다. 아르고스는 그의 이름을 따서 포로네이아라고도 불렸으며, 아르고스 사람들은 그가 불을 발명한 것으로 여겨 항상 불을 피워 놓았다고 한다.